# Parc Commemoratiu de la Pau d'Hiroshima
El Parc Commemoratiu de la Pau d'Hiroshima és una àmplia àrea de 122.100 metres quadrats al districte de Nakajimat del Japó dins del qual hi ha el Museu de la Pau d'Hiroshima i altres espais i monuments dedicats a les víctimes de la bomba atòmica. Quatre anys després de les bombes, el mes d'agost del 1949, el Parlament proclamava Hiroshima Ciutat de la Pau i es va decidir destinar el districte de Nakajimat a propòsits commemoratius.
El 6 d'agost de 1945, quan la Segona Guerra Mundial ja havia finalitzat a Europa, els Estats Units d'Amèrica, en guerra amb el Japó des del 1941, llençaven la bomba atòmica sobre les ciutats d'Hiroshima i Nagasaki. Les dues ciutats van quedar destruïdes gairebé completament. Aquest acte bèl·lic va significar la rendició immediata del Japó i va causar la mort a unes 120.000 persones, gairebé totes civils, i va deixar-ne 300.000 ferides de gravetat. Moltes persones van patir mutacions genètiques i van desenvolupar malalties a causa de les radiacions a que van estar exposades amb l'explosió de la bomba.